# Justino Ávila Arce
Justino Ávila Arce (Tepic, Nayarit, 1938 - 12 de noviembre de 2001) fue un empresario y político mexicano.

## Presidente municipal y Carrera Política
Justino Ávila Arce llegó a la presidencia municipal de Tepic gracias al apoyo de una alianza entre PAN-PRD-PT y el Partido de la Revolución Socialista (PRS) en las Elecciones estatales de Nayarit de 1999, en 1999, llevando como suplente en su planilla a María Eugenia Jiménez Valenzuela, quien tomó en forma definitiva posesión del cargo por lo que resta del trienio.
Sobre Justino Ávila Arce, María Eugenia Jiménez dijo que fue un hombre valiente, porque aun a costa de su capital político realizó las tan necesarias obras de rehabilitación de drenaje y agua potable en el centro de esta capital, lo que anteriores ediles no tuvieron valor para llevar a cabo, por las molestias y protestas que éstas generaron.
Arce Montiel dijo que en memoria de Ávila Arce se puede resaltar el manejo honesto de los recursos públicos durante su periodo como presidente municipal, lo cual le permitió dejar una deuda de apenas 20 millones de pesos.

## Obras
Así mismo, dijo, es imposible olvidar sus logros en materia de obra pública, misma que se realizó siempre respondiendo a las demandas de los tepicenses, quienes se encargaban de decirle cuáles eran para ellos las obras prioritarias. 
Ávila Arce se distinguió por llevar un gobierno con gastos austeros, y sobre todo, por la sencillez y dedicación que en todo momento atendió a la gente, la cual podía tener contacto directo con él sin ningún problema en las audiencias públicas que semanalmente ofrecía, abundó. Posteriormente y ya como presidente municipal de Tepic, el primero de oposición al ser abanderado por la alianza PAN, PRD, PRS y PT, luchó con todas sus energías y sobrada convicción para rehabilitar la avenida Independencia, superando inclusive las trabas que le puso el gobernador Antonio Echevarría Domínguez por conducto de José Luis Navarro Hernández, el secretario de Planeación.
Usted recordará que llegó un momento en el cual el XXXV Ayuntamiento sufrió por la escasez de dinero para concluir la obra y que en ese momento la gente de Toño intentó aprovechar la oportunidad y llegó a decir que si la administración perredista carecía de recursos, entonces el Poder Ejecutivo la terminaría, aunque decía también carecer de fondos.
Finalmente y tras agrias palabras con Hernández Navarro, don Tino logró terminar el proyecto y entregó a Tepic una obra que por sí sola bastaría para que se le reconociera como uno de los mejores presidentes municipales en la historia; de ahí que no sería raro que se impulse una iniciativa para que dicha avenida lleve su nombre: lo merece de sobra... 
Pero también está la solución que dio al problema del abasto de agua potable, cuya escasez había sido el terror de las administraciones municipales anteriores y con los acueductos norte y sur, que se proyectaron en la gestión de José Félix Torres Haro, su antecesor inmediato llegó a su fin, de tal manera que hoy el Sistema de Agua Potable y Alcantarillado goza de una confianza nunca vista.
Ni qué decir de la atención a todas las comunidades, desde las colonias de la capital hasta la más remota en la sierra que bordea la presa Aguamilpa: con la participación de los Comités de Acción Ciudadana se logró un desarrollo urbano insospechado, máxime porque fueron superadas las tradicionales posturas partidistas que favorecían a determinados grupos.

## Fallecimiento de Justino
A las nueve y media de la mañana del lunes 12 de noviembre de 2001 la realidad se impuso y el cáncer acabó con la vida de uno de los hombres más valiosos que ha tenido no solamente el municipio de Tepic, sino todo Nayarit: Justino Ávila Arce, el presidente municipal de la capital del estado que debió solicitar licencia para atenderse la enfermedad que acabó por arrebatárnoslo... 
A sus 63 años, Ávila Arce deja viuda a doña Agustina Lepe, originaria de Bahía de Banderas y a cinco hijos, de los cuales con dos, Justino y Maricarmen, también me unen lazos de amistad como con don Tino, quien en su vida personal y profesional destacó por seguir una línea congruente de trabajo y dedicación con sentido social que será ejemplo para las generaciones actual y futuras